# Dariino-Iermakivka, Sverdlovsk
Dariino-Iermakivka (în ucraineană Дар'їно-Єрмаківка) este localitatea de reședință a comunei Dariino-Iermakivka din raionul Sverdlovsk, regiunea Luhansk, Ucraina.

## Demografie
Componența lingvistică a localității Dariino-Iermakivka
     Rusă (80,86%)
     Ucraineană (15,13%)
Conform recensământului din 2001, majoritatea populației localității Dariino-Iermakivka era vorbitoare de rusă (80,86%), existând în minoritate și vorbitori de ucraineană (15,13%) și armeană (2,52%).